# Rauenia
Rauenia is een monotypisch geslacht van zangvogels uit de familie Thraupidae (tangaren):
- Rauenia bonariensis  – Blauwgele tangare